# Miserere
El Miserere (llatí per «tingueu pietat») és el nom del Salm 51 de la Bíblia, segons la primera paraule de la seva traducció en llatí. En la litúrgia catòlica es fa servir en les laudes de tots els divendres de l'any, donat el seu caràcter penitencial. Joan Pau II el va definir com:
| «                        | El més intens i repetit salm penitencial, el cant del pecat i del perdó, la més profunda meditació sobre la culpa i sobre la gràcia. | » |
| — Joan Pau II (2002:99). | |   |

És el més conegut dels salms penitencials (els altres són el 6, 32, 38, 102, 130 i 143) i té la forma d'una súplica de perdó feta per algú que mostra claredat en el coneixement de la seva culpa i està afligit per això. El títol del text indica que el seu autor seria David, qui hauria escrit aquest Salm després d'adonar-se del seu pecat amb la dona d'Uries i la reconvenció del profeta Natan.
No obstant això, al final del salm, que parla d'una Jerusalem derruïda, sembla indicar una autoria posterior (entre el 587 i el 445 aC), o almenys que els versets finals haurien estat afegits posteriorment. També s'ha posat en dubte l'autoria davídica perquè en el salm s'esmenta un pecat que hauria comès l'autor «només contra Déu», en canvi el de David va ser contra Uries i la seva dona. I les crítiques al tipus de culte d'holocausts i sacrificis són també una idea posterior al temps davídic. No obstant això, no s'ha pogut concloure amb certesa sobre la seva autoria.
Text llatí:

Miserere mei, Deus: secundum magnam misericordiam tuam.

Et secundum multitudinem miserationum tuarum, dele iniquitatem meam.

Amplius lava me ab iniquitate mea: et a peccato meo munda me.

Quoniam iniquitatem meam ego cognosco: et peccatum meum contra me est semper.

Tibi soli peccavi, et malum coram te feci: ut justificeris in sermonibus tuis, et vincas cum judicaris.

Ecce enim in iniquitatibus conceptus sum: et in peccatis concepit me mater mea.

Ecce enim veritatem dilexisti: incerta et occulta sapientiae tuae manifestasti mihi.

Asperges me hysopo, et mundabor: lavabis me, et super nivem dealbabor.

Auditui meo dabis gaudium et laetitiam: et exsultabunt ossa humiliata.

Averte faciem tuam a peccatis meis: et omnes iniquitates meas dele.

Cor mundum crea in me, Deus: et spiritum rectum innova in visceribus meis.

Ne proiicias me a facie tua: et spiritum sanctum tuum ne auferas a me.

Redde mihi laetitiam salutaris tui: et spiritu principali confirma me.

Docebo iniquos vias tuas: et impii ad te convertentur.

Libera me de sanguinibus, Deus, Deus salutis meae: et exsultabit lingua mea justitiam tuam.

Domine, labia mea aperies: et os meum annuntiabit laudem tuam.

Quoniam si voluisses sacrificium, dedissem utique: holocaustis non delectaberis.

Sacrificium Deo spiritus contribulatus: cor contritum, et humiliatum, Deus, non despicies.

Benigne fac, Domine, in bona voluntate tua Sion: ut aedificentur muri Ierusalem.

Tunc acceptabis sacrificium justitiae, oblationes, et holocausta: tunc imponent super altare tuum vitulos.